# Acodontaster conspicuus
Acodontaster conspicuus  (лат.) — вид морских звёзд отряда Valvatida (семейство Odontasteridae). Встречаются в водах Антарктики и близлежащих островов.

## Описание
Acodontaster conspicuus имеют 5 лучей и общий размер до 30 см в диаметре. Окраска тела варьирует от оранжевой до коричневой.

## Распространение
Acodontaster conspicuus обнаружен на глубинах до 750 м в холодных водах около Антарктиды, включая Антарктический полуостров и острова Южная Георгия.

## Экология
Питаются губками,  в том числе быстро растущих видов, например Mycale acerata, который может доминировать в Антарктических морских экосистемах. Сам Acodontaster conspicuus служит пищей для немертин вида Parborlasia corrugatus (длиной до 2 м), и подвергается атакам групп более мелких морских звёзд Odontaster validus (их диаметр около 10 см).